# Yvonne Simon
Pour les articles homonymes, voir Simon.
Yvonne Simon, née Yvonne Marie Louise Hémart le 6 décembre 1910 à Charmont-sous-Barbuise et décédée le 16 août 1992 à Saint-Martin-de-Ré, est une pilote automobile française ayant participé à des courses de rallye, de circuit et d'endurance entre les années 1930 et 1950.

## Biographie

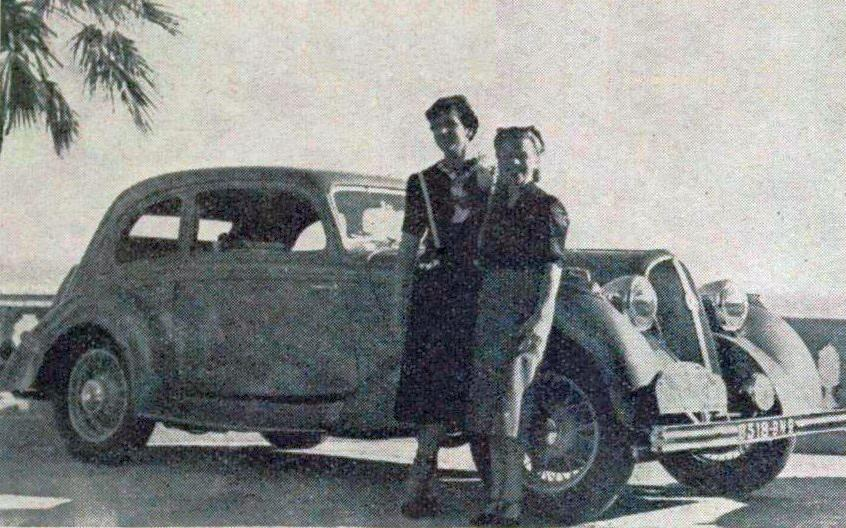
Largeot (G.) et Simon (D.), vainqueurs de la Coupe des Dames du rallye Monte Carlo 1939 sur Hotchkiss GS.

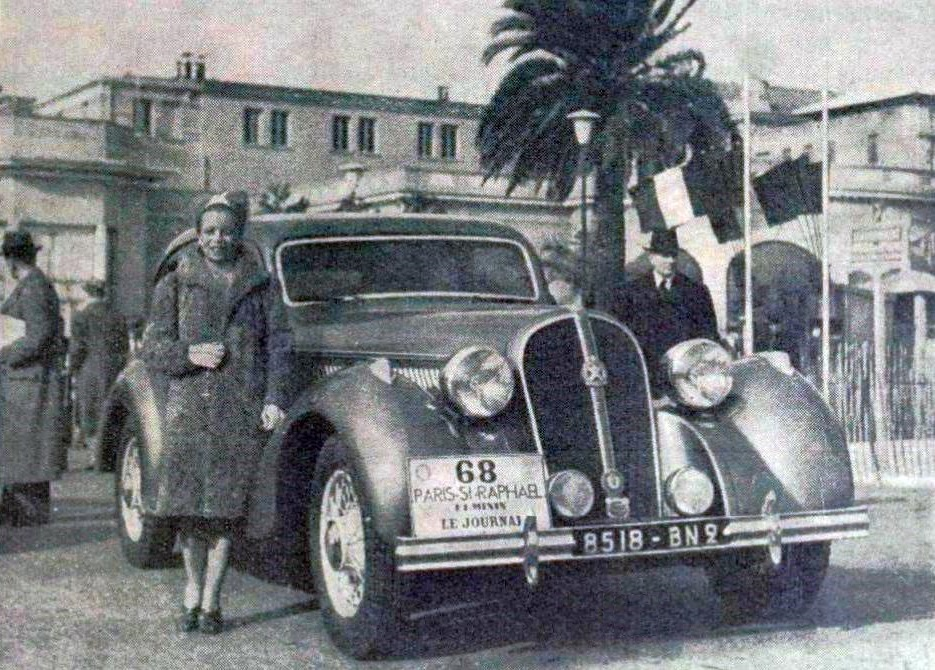
Yvonne Simon, victorieuse du Rallye Paris - Saint-Raphaël Féminin 1939, sur Hotchkiss GS.

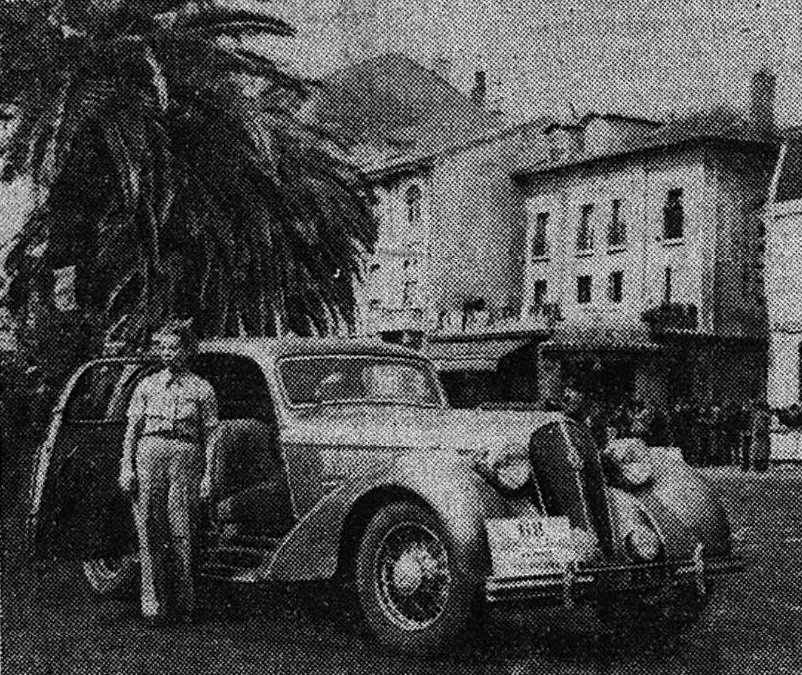
Yvonne Simon, toujours à Saint-Raphael (1939).

Elle remporta à trois reprises  le Rallye Paris-Saint-Raphaël Féminin (course d'une longueur de 1 500  à   2 500 km), durant les années 1950, ainsi que la dernière édition organisée avant-guerre.
Yvonne Simon commence sa carrière dans les années 1930. Elle se distingue en remportant à quatre reprises le Rallye Paris-Saint-Raphaël Féminin :
- 1939, sur Hotchkiss Grand Sport,
- 1952, sur Renault 4CV,
- 1953, sur Renault 4CV,
- 1954, sur Panhard Monopole.

En 1939, elle gagne également le premier Championnat féminin de l'Union Sportive Automobile sur le circuit de Péronne avec une Renault Juvaquatre.

## Palmarès

### Circuit
Championnat féminin de l' Union Sportive Automobile (USA), épreuve organisée sur le circuit de Péronne, le 11 juin 1939 à bord d'une Juvaquatre Renault, face à neuf autres concurrentes nationales (dans le cadre du Grand Prix de Picardie).

### Rallyes
rallyes Paris-Saint-Raphaël :
- 1937 2e du rallye Paris-Saint-Raphael sur Hotchkiss Grand Sport
- 1939 (5e édition sur Hotchkiss Grand Sport),
- 1951 sur Ferrari 166 MM du 26 au 28 février;
- 1952 (treizième édition) sur Renault 4CV 1 063 cm3, du 27 février au 2 mars;
- 1953 (quatorzième édition), toujours sur Renault 4 CV 1063, du 18 au 22 février,
- 1954 (quinzième édition) sur Panhard Monopole 750 cm3, du 3 au 7 mars;

Rallye Lyon - Chamonix
- 1938  en février, sur Hotchkiss[2]Coupe des Dames;

Rallye automobile Monte-Carlo
- 1938, copilote Suzanne Largeot, sur Hotchkiss Grand Sport (3 485 cm3), 2e de la Coupe des Dames du Monte-Carlo  (même copilote, même véhicule)
- 1939, copilote Suzanne Largeot, sur Hotchkiss Grand Sport (3 485 cm3), Coupe des Dames;
- 1951, copilote Régine Gordine, sur Simca 8 Sport;
- Participation aux premiers rallyes Monte-Carlo d'après-guerre, de 1949 à 1951.

### Endurance
24 Heures du Mans
- 24 Heures du Mans 1950, équipier Michel Kasse[3], écurie Luigi Chinetti sur Ferrari 166 MM Coupé 1 995 cm3 V12 classe 2,0 l (abandon, panne d'essence)
- 24 Heures du Mans 1951, équipière Betty Haig, écurie Luigi Chinetti sur Ferrari 166 Berlinette (15e)[4].
- 24 Heures du Mans 1953 avec sa Ferrari 166 sur l'autodrome de Monza, lors des 1 000 km.

### Participation aux 24 Heures du Mans
Yvonne Simon participe à deux éditions des 24 Heures du Mans :
- En 1950, elle pilote une Ferrari 166 MM Berlinetta pour Luigi Chinetti, en duo avec Michel Kasse. Leur course se termine sur un abandon.
- En 1951, elle revient avec la même voiture, cette fois avec Betty Haig, et termine 15ᵉ au classement général.

### Autres compétitions
Elle participe aussi à d'autres courses internationales :
- **Mille Miglia 1951** : 90ᵉ place sur Ferrari 166 Export avec Alberico Cacciari.
- **Grand Prix de Bari 1952** : 13ᵉ place sur Ferrari 166 MM.
- **Grand Prix de Monza 1953** : 11ᵉ place sur Ferrari 166 MM.

## Palmarès Sélectif
- **Rallye Paris-Saint-Raphaël Féminin** : 4 victoires (1939, 1952, 1953, 1954)
- **24 Heures du Mans** : 1 classement en 1951 (15ᵉ)
- **Mille Miglia** : Participation en 1951
- **Grand Prix de Bari** : Participation en 1952
- **Grand Prix de Monza** : Participation en 1953